# Rafael Aguilar Morillo
Rafael Aguilar (Tarrasa, 27 de diciembre de 1961- ), jugador, entrenador y seleccionador de waterpolo español.

## Biografía
Como jugador fue 134 veces internacional absoluto en el periodo de 1981 a 1984 consiguiendo el bronce en el Europeo de Roma en 1983 y participó en las olimpiadas de Los Ángeles  en 1984.
Fue segundo entrenador de la selección española de waterpolo durante el periodo 1990 a 1993. En la temporada 2004-05 se hizo cargo de la selección española de waterpolo.

## Clubes
Entrenador:
- Club Natació Terrasa ( España)

## Títulos
Como jugador de la selección española
- 4º en los juegos olímpicos de Los Ángeles 1984.
- Bronce en el Europeo de Roma 1983.
- Oro en el campeonato de Europa Júnior en Sittard 1980.

Como seleccionador la selección española
- Plata en la Liga Mundial de waterpolo 2012.
- 5º en el Campeonato del Mundo de Shanghái de 2011.
- Plata en el campeonato del Mundo Roma 2009.
- 5º en los juegos olímpicos de Pekín 2008.
- 7º en el Europeo de Málaga 2008.
- Bronce en el campeonato del Mundo Melbourne 2007.
- 5º en el campeonato del Mundo Montreal 2007.
- Bronce en la Copa Mundial de Waterpolo 2006.
- Plata en la Liga Mundial de waterpolo 2006.
- Bronce en el Europeo de Belgrado 2006.
- Oro en los Juegos Mediterráneos de Almería 2005.